# Kozyrevsk
Kozyrevsk (in lingua russa Козыревск) è una città della Russia di 1 700 abitanti situata nel Territorio della Kamčatka.